# Hekistocarpa
Hekistocarpa là một chi thực vật có hoa trong họ Thiến thảo (Rubiaceae).

## Loài
Chi Hekistocarpa gồm các loài: